# Suburban Noize Records
Suburban Noize — звукозаписывающий лейбл, основанный в 1995 году и базирующийся в Бербанке, Калифорния.

## Подписанные артисты

### Текущие
- Kottonmouth Kings[1][2]
- Big B
- Subnoize Souljaz
- The Dirtball
- (hed) P.E.[3]
- Authority Zero
- Potluck
- DGAF
- La Coka Nostra
- Unwritten Law
- BLESTeNATION
- Swollen Members
- Moonshine Bandits
- Saigon
- Slaine
- X-Pistols
- Madchild
- Mickey Avalon

### Бывшие
- Corporate Avenger
- Mix Mob
- Wicked Wisdom
- Mower
- Mondo Generator
- Phunk Junkeez
- Judge D
- X Clan
- Taintstick
- OPM